# 跳弾
跳弾（ちょうだん）は、目標に命中しなかった弾などが壁、岩、舗装、装甲板などに当たって跳ね返る現象。反射により弾の威力は減じられる。

## 概要
弾丸が当たる角度、当たる物体の密度、硬度、形状により跳弾の発生の有無、威力や反射角は大きく変化する。あらかじめ跳弾の発生を予測することで被害の発生対策を講じたり、あえて跳弾を意図的に発生させることで被害の拡大もしくは軽減する効果を狙うことができる。

### 跳弾の発生を利用するもの
- 反跳爆撃
- 反跳爆弾
- 避弾経始

### 跳弾の防止
- 射撃練習場の構造 - 屋内の射撃場では、あらかじめ内部に跳弾防止用のタイルやブロックが施工される[1]。屋外の射撃場では、射手の周囲には跳弾を防ぐために舗装はしないなどの措置が講じられる[2]。
- 銃弾の構造 - 跳弾を防ぐために金属粉を押し固めて作られる銃弾（フランジブル弾）が用いられることがある[3]。

## その他
- アメリカ合衆国カンザス州は、銃を使用した魚取りについて、弾丸が水面で跳ね返る恐れがあるため危険な行為だとして注意喚起を行っている[4]。